# Anhydrophryne
Genre
Anhydrophryne est un genre d'amphibiens de la famille des Pyxicephalidae.

## Répartition
Les trois espèces de ce genre sont endémiques d'Afrique du Sud.

## Liste d'espèces
Selon Amphibian Species of the World (18 novembre 2016) :
- Anhydrophryne hewitti (FitzSimons, 1947)
- Anhydrophryne ngongoniensis (Bishop & Passmore, 1993)
- Anhydrophryne rattrayi Hewitt, 1919

## Publications originales
- Hewitt, 1919 : Anhydrophryne rattrayi, a remarkable new frog from Cape Colony. Record of the Albany Museum, Grahamstown, vol. 3, p. 182-189.